# Fútbol Club Barcelona (béisbol)
El Fútbol Club Barcelona fue un equipo de béisbol español ubicado en Barcelona. Era una sección deportiva del Fútbol Club Barcelona.

## Historia
Fue fundado en 1941 y se disolvió el 1 de junio de 2011 por decisión de la junta directiva presidida por Sandro Rosell, justo a continuación de haber ganado la cuarta liga española de su historia.
La mayoría de los jugadores que formaban el equipo en el momento de su disolución se incorporaron al Club Béisbol Barcelona.

## Palmarés

### Torneos nacionales
- 4 Ligas españolas (1946, 1947, 1956 y 2011)
- 3 Campeonatos de Cataluña (2006, 2007 y 2008)
- 1 Supercopa de Cataluña (2006)

### Torneos internacionales
- 2 Copas de la CEB (2007 y 2008)

- Datos: Q8963234